# Lachnospira pectinoschiza
Lachnospira pectinoschiza è una specie di batterio appartenente alla famiglia delle Lachnospiraceae.